# 관 (장례)

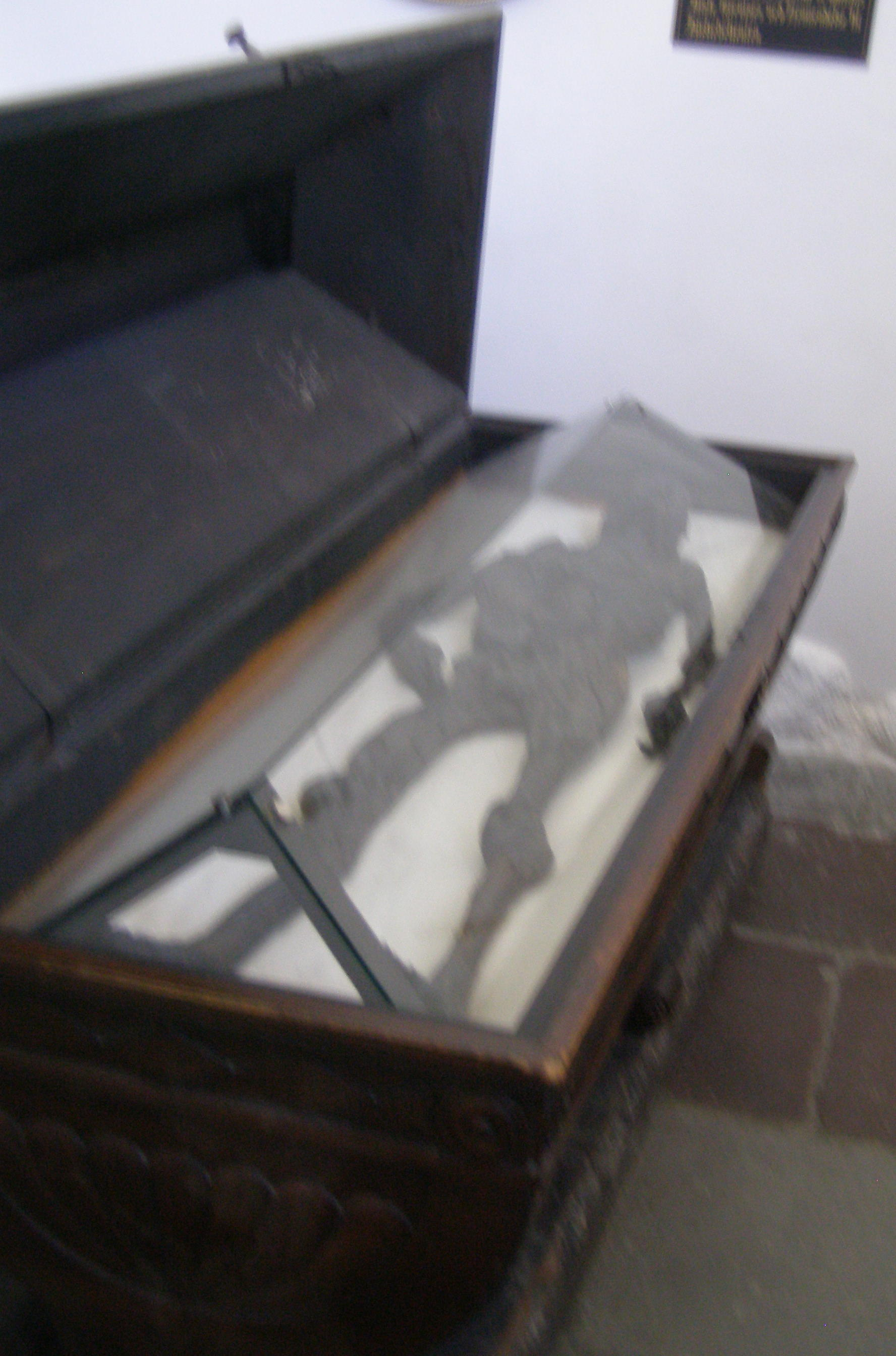
유리에 덮여있는 한 여성의 관.

관(棺, coffin)은 시체를 보거나 보관하는 장례용 상자로, 매장이나 화장 등을 목적으로 한다. 2020년~2021년 관짝춤이라는 인터넷 밈이 유행했었다.

## 관습
관은 땅 안에 직접 묻거나 묘실에 위치시키거나 화장을 시킬 수 있다. 또, 영묘, 채플, 교회, 또는 카타콤의 로쿨루스의 지상에 안치할 수 있다.

## 설계
관은 전통적으로 위(뚜껑)아래가 있는 6면으로 만들어진다.

## 산업
전통적으로 서구 세계에서 관은 필요하면 마을 목수에 의해 만들어지며 목수에 의해 장례식 전반이 관리되는 일도 종종 있다.

## 같이 보기
- 무덤